# Marino Calcetto
Il Marino Calcetto è stato una squadra italiana di calcio a 5 con sede a Marino, campione d'Italia nella stagione 1986-1987.

## Storia
Da un'idea di Giovanni Bartolozzi nasce nel 1983 il Marino Calcetto. Nel partorire questa idea è supportato dai suoi amici Carlo Negroni, Roberto Formaggi e 'Siro Moretti. La svolta vera e propria la si ha, quando anche Gianfranco Canestri e Gino Ceci aderiscono, sponsorizzando il progetto e danno vita al Marino Calcetto 3 G 78. Il Marino Calcetto si iscrive al torneo di calcetto Paulo Roberto Falcão organizzato da Michele Plastino con la sua Hobby Sport, suscitando interesse e curiosità nel paese. Ci fu da subito, un certo entusiasmo attorno a questo gruppo di ragazzi. La FIGC, nel frattempo, stava organizzando il primo campionato ufficiale di Calcetto, unificando quelle leghe e associazioni che fino a quel momento organizzavano i vari campionati. Eugenio Bartolozzi, per 30 anni consigliere federale della FIGC e del CRL si diede un gran da fare per aiutare il sodalizio marinese a formalizzare l'iscrizione a quello che sarebbe diventato il primo Campionato Italiano di Calcetto. Era la stagione 1983-1984. Aveva inizio l'avventura goliardica, unica, inimmaginabile del Marino Calcetto. Lo staff era così composto: presidente Mario Zelinotti, dirigente accompagnatore Franco Ciocci, dirigenti: Mauro Gheghi, Bruno Comandini, Walter Zelinotti, Alberto Pellegrini, Aldo Baroncini. I colori sociali Bianco Verde. 

### Stagione 1984/1985
La stagione successiva vede esplodere la squadra rivelazione del Marino, allenata da Giovanni Bartolozzi, sul palcoscenico nazionale. Il giorno ufficiale in cui si giocava era il martedì sera alle 20:30. Fino a quel momento il calcetto era giocato soprattutto nei circoli sportivi con toni e modi vicini al tennis e lontani dal calcio. Questo non valse per il Marino. Il Marino Calcetto fu un fenomeno che appassionò subito la cittadina laziale, tanto che ogni partita giocata in casa prevedeva 300/400 tifosi per arrivare a circa 1000 nelle partite più importanti. Per ogni trasferta venivano messi a disposizione pullman, altri partivano con mezzi propri e questo esodo, non veniva, ovviamente, visto benevolmente dai vari circoli sportivi soprattutto della capitale. Il Marino si qualificò per la fase interregionale da disputarsi ad Ancona. Vinse anche lì e si qualificò per la poule finale che si disputava a San Marino. Marino si svuotò arrivarono a San Marino una marea di tifosi. Il Marino Calcetto nulla poté contro la più forte Roma Barilla. Nella stagione 1986-87, si laurea campione d'Italia. Nelle stagioni 1984-1985 e 1989-90 arriva finale, perdendo in entrambe le occasioni la finale contro due squadre della città di Roma (Roma Calcetto e Roma RCB). Nelle stagioni 1985-86 (battendo la Renato Bar Palermo) e 1986-87, la formazione Juniores, si laurea Campione d'Italia. 

## Cronistoria
| Cronistoria del Marino Calcetto |
| --- |
| - 1983 · Fondazione del Marino Calcetto. - 1984-85 · Disputa il campionato regionale. Finalista della Poule Scudetto. - 1985-86 · 1ª nel campionato regionale. - 1986-87 · 1ª nel campionato regionale, Campione d'Italia (1º titolo). Vince la Poule Scudetto. - 1987-88 · 1ª nel girone C del campionato regionale. 1ª fase della Poule Scudetto. - 1988-89 · Disputa il campionato regionale. Ammessa in Serie A. - 1989-90 · 2ª nel girone D di Serie A. Ammessa al campionato di Serie A a girone unico. Finalista della Poule Scudetto. - 1990-91 · 11ª in Serie A. - 1991-92 · 11ª in Serie A. - 1992-93 · 10ª in Serie A. - 1993-94 · 14ª in Serie A. - 1994-95 · 15ª in Serie A. Retrocessa in Serie B. - 1995-96 · 1ª nel girone C di Serie B. Promossa in Serie A. 1ª fase della Poule Scudetto. - 1996-97 · 17ª in Serie A. Retrocessa in Serie B. - 1997-98 · 16ª nel girone C di Serie B. Retrocessa in Serie C, viene ripescata. - 1998-99 · 4ª nel girone C di Serie B. - 199?/200? · Scioglimento del Marino Calcetto. |

## Palmarès
- Campionato italiano: 1

1986-87